# Code de langue
Un code de langue est une convention symbolique permettant d’identifier une langue ou une variété régionale, ou un ensemble de langues par un identifiant défini dans un code, sans avoir à nommer la langue désignée elle-même (puisque la désignation de la langue varie d’une langue à l’autre et n’est souvent pas unique).

## Principaux codes
Les codes les plus utilisés sont :
- les identifiants de langues normalisés par l'ISO, par la norme internationale ISO 639 dans ses différentes parties (ISO 639-1, ISO 639-2, ISO 639-3, ISO 639-5)[1] ;
- les identifiants de langues normalisés par l'IETF, par la recommandation BCP 47 (qui utilise, entre autres, une partie des identifiants normalisés par l’ISO pour langues, ainsi que ceux pour les d'écritures, les régions géographiques)[2].

Par exemple, le code associé au français est « fr » dans ISO 639-1 et IETF BCP 47, « fra » dans ISO 639-2 (identifiant à usage terminologique ou technique) et ISO 639-3, « fre » dans ISO 639-2 (identifiant à usage bibliographique, moins fréquent rare).

## Autres codes
Avant la publication de la troisième partie de la norme ISO 639, SIL International définissait le code SIL plus complet (traditionnellement sur 3 lettres latines majuscules) pour son encyclopédie des langues Ethnologue.com. SIL International est aujourd’hui l‘autorité responsable du registre pour la norme ISO 639-3 et, depuis la 16e édition de The Ethnologue, il a aligné abandonné cette ancienne codification en adoptant à la place la norme ISO 639-3. Certains des anciens codes SIL étaient différents, notamment pour les langues qui étaient déjà codifiées dans la seconde partie de la norme ISO 639 (par exemple, le français y était codé « FRN »). Ce code est aujourd’hui obsolète et ne doit plus être utilisé (il entre en conflit avec la norme ISO). On peut toutefois le retrouver dans les anciennes éditions de son ouvrage.
Pour des raisons historiques, l’Union européenne utilise encore dans ses publications (imprimées, ou dans ses bases de données et sur Internet) une codification bibliographique des langues légèrement différente de l’ISO 639-2 (dont la casse des lettres n’est pas significative), et dans laquelle le grec est codé avec l’identifiant GR, comme le pays (et non EL dans ISO 639-2). En effet, les Communautés européennes basaient leurs classifications de documents en utilisant les codes de pays. Les distinctions par pays ne sont aujourd’hui plus applicables, car de nos jours chaque version linguistique d'un document contient l’ensemble des dispositions spécifiques à des pays membres. Le code a été conservé pour ne pas avoir à modifier et rééditer des quantités importantes de documents certifiés au plan législatif ou réglementaire.